# Agriogomphus ericae
Agriogomphus ericae är en trollsländeart som först beskrevs av Belle 1966.  Agriogomphus ericae ingår i släktet Agriogomphus och familjen flodtrollsländor. Inga underarter finns listade i Catalogue of Life.